# Harry Tavitian
Harry Tavitian (ur. 1952 w Konstancy) – rumuński pianista oraz wokalista tworzący muzykę z gatunku free jazz, blues, ethno jazz i muzyki awangardowej. Jest członkiem septetu Orient Express oraz The Black Sea Orchestra, ale prowadzi również solową karierę muzyczną.
Urodził się w Konstancy w Rumunii w 1952 r. Jego rodzice byli pochodzenia ormiańskiego. Tavitan rozpoczął naukę klasycznej gry na fortepianie już w wieku 6 lat. Ukończył Akademię Muzyczną w Bukareszcie. Istotny wpływ na jego styl muzyczny miał koncert amerykańskiego bluesmana Memphis Slima, który odbył się 1970 roku w Braszowie. Po tym wydarzeniu Tavitan zaczął próbować swoich sił w bluesie, a wkrótce również w jazzie. W 1976 roku całkowicie zrezygnował z muzyki klasycznej, żeby poświęcić się tworzeniu jazzu.

## Dyskografia[2][3]
- Horizons (razem z zespołem Creativ; 1985)
- Transilvanian Suite (razem z Corneliu Stroe; 1986)
- East-West Creativ Combinations (razem z zespołem Creativ; 1988)
- The Creation (razem z Corneliu Stroe; 1991)
- There's Always A Hope (razem z Anatolij Wapirow; 1993)
- Open End (razem z Hans Kumpf; 1994)
- Roots (razem z zespołem The Blues Community; 1995)
- Black Sea Orchestra (razem z zespołem Black Sea Orchestra; 1998)
- Axis Mundi (razem z zespołem Orient Express; 1999)
- Old Balkan Rhapsody (2002)
- Balcaz (razem z Mihai Iordache; 2006)
- Dancin' 'round The Black Sea (razem z Anatolij Wapirow; 2007)
- Birth (razem z Cserey Csaba; 2008)
- Live At Comburg Abbey (razem z Hans Kumpf; 2009)